# Хліб порівну
«Хліб порівну» (азерб. «Şərikli çörək») — азербайджанський радянський художній фільм 1969 року, знятий на кіностудії «Азербайджанфільм».

## Сюжет
Дія відбувається в кінці Великої Вітчизняної війни. Вагіф, хлопчик з бакинського двору, на кілька днів залишився один. Він втратив хлібні картки. Щоб заробити на хліб, йому доводиться тягати воду сусідів, торгувати водою на базарі. Вагіф втрачає близьку людину. Але у всіх випробуваннях поруч з хлопчиком були друзі, готові підтримати, поділитися останнім шматком хліба.

## У ролях
- Кямран Раджаблі — Вагіф
- Туна Намазова — Лейла
- Фіруз Алієв — Тофік
- Хосров Мамаєв — Ашраф
- Мірзаага Мірзоєв — Генка
- Чингіз Кулієв — Мішка
- Садая Мустафаєва — Шамама
- Фазіль Салаєв — Мухаммед
- Ага Гусейн Джавадов — дідусь
- Гусейнага Садигов — Паша
- Аміна Юсіфкизи — Судабе

## Знімальна група
- Режисер — Шаміль Махмудбеков
- Сценарист — Алла Ахундова
- Оператор — Тейюб Ахундов
- Композитор — Васіф Адигьозалов